# Achada Grande
Achada Grande (crioll capverdià Txada Grandi) és una vila al nord-est de l'illa de Fogo a l'arxipèlag de Cap Verd. Està situada vora la costa a 6 km al sud-oest de Mosteiros.